# Elvira Sastre Sanz
Elvira Sastre Sanz (Segòvia, 1992) és una poetessa, escriptora, filòloga i traductora literària espanyola.
Es va traslladar a Madrid per començar el seu grau universitari en Estudis Anglesos. El 2016 va publicar una selecció dels seus poemes en el llibre Ya nadie baila, amb pròleg de Fernando Valverde. L'any 2019 va debutar com a novel·lista amb Días sin ti, que va obtenir el Premi Biblioteca Breve, i va publicar també el llibre infantil A los perros buenos no les pasan cosas malas, amb il·lustracions d'Ayesha L. Rubio.

## Obres
- Tú, acuarela/Yo, la lírica (Coautora) (2013)[5]
- Cuarenta y tres maneras de soltarse el pelo (Lapsus Calami, 2014)[5]
- Baluarte (Valparaíso Ediciones, 2014)[5]
- Ya nadie baila (Valparaíso Ediciones, 2016)[5]
- La soledad de un cuerpo acostumbrado a la herida (Visor Libros, 2016)
- Aquella orilla nuestra (Alfaguara, 2018)
- Días sin ti (Seix Barral, 2019)[3]
- A los perros buenos no les pasan cosas malas (Planeta, 2019)[4]